# Södra Kedums kyrka
Södra Kedums kyrka är en kyrkobyggnad som sedan 2018 tillhör Varabygdens församling (2002—2018 Ryda församling och tidigare Södra Kedums församling) i Skara stift. Den ligger i kyrkbyn Arentorp i Vara kommun.
Kyrkan ligger i den västra delen av en rektangulär kyrkogård som fick sin nuvarande utsträckning 1889. Kyrkogården omges av en kallmurad stödmur och en trädkrans som till stor del planterades 1889.

## Kyrkobyggnaden
Tidigare fanns på platsen en stenkyrka från medeltiden som i sin tur kan ha ersatt en stavkyrka. Nuvarande kyrka uppfördes 1889 av granit och tegel efter ritningar av arkitekt Isak Gustaf Clason. Kyrkan består av långhus med sydvästlig-nordostlig orientering. Över koret i nordost finns ett torn. Juldagen 1917 eldhärjades kyrkan på grund av överhettade kaminrör, och endast murarna stod kvar efter branden. En ekplanka med drakslinga förstördes i branden. Plankan hade man hittat under den gamla stenkyrkans golv när denna revs.
1920 återställdes kyrkan efter de ursprungliga ritningarna. För interiören anlitades kyrkans arkitekt som skapade en helt ny inredning i nationalromantisk stil. Korets innertak fick dekorationer utförda av John Hedæus. 1950 installerades elvärme. 1969 installerades en orgel tillverkad av Herman Nordfors & Co och ersatte en tidigare orgel av samma tillverkare från 1920.
Kyrkan består av brett långhus med sydvästlig - nordöstlig orientering. Vid nordöstra kortsidan finns ett smalare rakt kor med ett kyrktorn ovanpå. Vid tornets sydöstra sida finns ett halvrunt trapphus. Vid tornets nordvästra sida finns en vidbyggd sakristia som ligger i vinkel mot långhuset. Långhuset har ett brant sadeltak som är täckt med sexsidiga skifferplattor. Sakristians branta valmade sadeltak har samma taktäckning. Tornet har ett spetsigt fyrsidigt tak som täcks av kopparplåt och kröns av ett smideskors.
2017 stor ombyggnad av kyrkorummet.

### Fotnoter
1. 1 2  ”Södra Kedums kyrka & kyrkogård”. Svenska kyrkan. 4 februari 2014. https://www.svenskakyrkan.se/vara/sodra-kedums-kyrka-och-kyrkogard. Läst 1 januari 2017.